# Миллер, Курт
Курт Расселл Миллер (англ. Curt Russell Miller; род. 5 октября 1968, Джирард, Пенсильвания) — американский баскетбольный тренер. Двукратный вице-чемпион женской НБА с клубом «Коннектикут Сан», дважды признан тренером года в ЖНБА. Помощник тренера женской баскетбольной сборной США.

## Биография
Родился в 1968 году в Джирарде (Пенсильвания). В годы учёбы в старших классах входил в сборные средней школы Джирарда по баскетболу и лёгкой атлетике, был рекордсменом школы в беге на 200 м и сообладателем ряда рекордов школы в спринтерских эстафетах. В баскетбольной команде играл на позиции разыгрывающего защитника и дошёл с ней до полуфинала западной конференции штата Пенсильвания, что было повторением лучшего результата школьной сборной за её историю. По окончании школы поступил в Колледж Болдуина — Уоллеса, который окончил в 1990 году.
Уже во время учёбы в колледже помогал тренировать команду мальчиков своей родной школы во время каникул между семестрами. По окончании колледжа работал на добровольных началах помощником тренера в Государственном университете Кента, затем был помощником главного тренера в Государственном университете Кливленда, эту же должность занимал на протяжении четырёх лет в Сиракузском университете и, наконец, работал три года в Университет штат Колорадо первым помощником тренера. За три сезона его команда одержала 81 победу при 20 поражениях.
В 2001 году занял пост главного тренера женской сборной Государственного университета Боулинг-Грин, выступающей в конференции Mid-American и оставался на нём до 2012 года, выиграв 258 матчей при 92 поражениях. В рамках конференции за это время одержал 135 побед в 176 матчах, в последние восемь лет с командой ежегодно выигрывал чемпионат конференции (в том числе семь раз — регулярный сезон), в 2005—2007, 2010 и 2011 годах выводил её в национальное первенство NCAA. Лучшим результатом подопечных Миллера в этот период стало попадание в 1/8 финала национального первенства после победы над посеянной под 2-м номером командой Вандербильтского университета. В 2008, 2009 и 2012 годах «Боулинг-Грин Фалконс» под руководством Миллера участвовани в Женском национальном пригласительном турнире. Он рекордные шесть раз признавался тренером года конференции Mid-American.
После Боулинг-Грина два сезона (2012—2014) возглавлял женскую сборную Индианского университета в Блумингтоне. Приняв команду после сезона, в котором она одержала 6 побед, в свой первый сезон с ней Миллер выиграл 11 матчей, а во второй — уже 21. Этот результат был повторением лучшего показателя университетской сборной за всю её историю и обеспечил ей выход в четвертьфинал Женского национального пригласительного турнира.
По окончании второго сезона с «Хузерс» ушёл с поста главного тренера по состоянию здоровья, но перед сезоном 2015 года присоединился к тренерскому штабу команды женской НБА «Лос-Анджелес Спаркс», который в это время возглавлял Брайан Аглер. После одного года в «Спаркс» Миллера пригласил на пост главного тренера ещё один клуб ЖНБА — «Коннектикут Сан», подписавший с ним контракт в декабре 2015 года. В «Коннектикуте» он оставался на протяжении семи сезонов, за это время выиграв с командой 140 матчей регулярного сезона и проиграв 96. В шести из семи сезонов его команда выходила в плей-офф и дважды (в 2019 и 2022 годах) попадала в финал. Его также дважды признавали тренером года в ЖНБА: в 2017 году, когда его клуб, за сезон до этого выигравший только 14 матчей, улучшил этот показатель на 50 %, и в 2021 году, когда «Сан» с балансом побед и поражений 26-6 стали победителями регулярного сезона. Исполняя одновременно с тренерскими обязанности генерального менеджера «Коннектикута», Миллер был в 2017 году назван администратором года ЖНБА.
С 2017 по 2021 год, помимо работы с «Коннектикутом», сотрудничал с Федерацией баскетбола США, где входил в комиссию по делам национальной женской сборной. Работал с женской сборной в качестве помощника главного тренера в отборочных турнирах к чемпионату мира 2022 года и к Олимпийским играм 2024 года.
В 2023 году Миллер перешёл на должность главного тренера в «Лос-Анджелес Спаркс». В августе 2023 года он стал третьим тренером в истории (после Лин Данн и Вана Ченселлора), на счету которого было 275 побед в NCAA и 150 побед в женской НБА, однако в общей сложности за два сезона с «Лос-Анджелесом» сумел выиграть только 25 матчей при 55 поражениях, в том числе одержав только 8 побед при 32 поражениях в 2024 году. Через неделю после завершения регулярного сезона 2024 года, в сентябре, «Спаркс» снова расстались с Миллером. В ноябре того же года он занял пост генерального менеджера и исполнительного вице-президента в клубе «Даллас Уингз».

## Личная жизнь
Курт Миллер — открытый гей, о чём в баскетбольных кругах было общеизвестно уже к моменту его назначения главным тренером в университете Боулинг-Грин. На пресс-конференции в честь назначения Миллера главным тренером команды Индианского университета он представил своего постоянного партнёра и двух сыновей-близнецов.